# Farfallina (film)
Farfallina è un cortometraggio italiano, esordio registico di Karin Proia.

## Distribuzione
- Selezione ufficiale Filmvideo 2009
- Selezione dal Donnafugata Film Festival 2010
- Selezione ufficiale - Valdagno in... corto 2009
- Selezione ufficiale Ficarra Film Festival 2009
- Selezione ufficiale Festival internazionale del cortometraggio Corti and Cigarettes, Roma 2010
- Selezione ufficiale International Margherita Short Movies Fest 2010
- Selezione ufficiale Festival Internazionale del Cinema Breve Dieciminuti Film Festival 2011

## Riconoscimenti
- 2009 - ValdarnoCinema Film Festival
  - Migliore interpretazione[1]
- 2010 - Corto Fiction
  - Miglior corto al femminile[2]